# Gravimeter

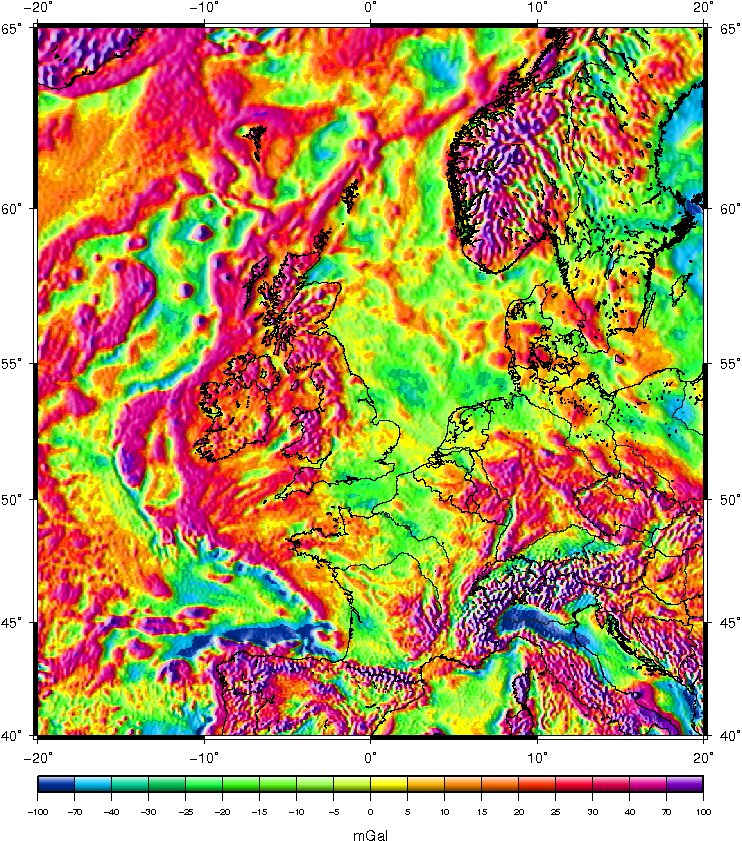
Exempel på gravitationsvariationer i nordvästra Europa

En gravimeter är ett instrument som används i gravimetri för att mäta jordens lokala gravitationsfält. En gravimeter är en typ av accelerometer, specialiserad för mätning av den konstant nedåtgående tyngdaccelerationen, som varierar med ca 0,5 procent på jordytan. Även om den grundläggande konstruktionsprincipen är densamma som i andra accelerometrar, är gravimetrar normalt konstruerade för mäta mycket små gravitationsförändringar, som orsakas av närliggande geologiska strukturer, formen på jorden eller genom tidjordsvariationer. Denna känslighet innebär också att gravimetrar är mycket känsliga för främmande vibrationer och brus, som tenderar att orsaka oscillerande accelerationer. I praktiken motverkas detta av en integrerad vibrationsisolering och signalbehandling. Tidsupplösningen är oftast mindre kritisk för gravimetrar, då upplösningen kan ökas genom att bearbeta resultatet med en längre tidskonstant. En gravimeter visar sitt mätresultat i enheten Gal
Gravimetrar används för olje- och mineralprospektering, seismologi, geodesi, geofysiska undersökning och för mätteknik.
Det finns två typer av gravimetrar: relativa och absoluta. Absoluta gravimetrar mäter den lokala gravitationen i absoluta tal (Gal). Relativa gravimetrar jämför värdet av gravitationen på en punkt med en annan. De måste kalibreras vid en plats där gravitationen är känd exakt och sedan transporteras till den plats där gravitationen ska mätas. De mäter sedan gravitationsskillnaden mellan de två punkterna.

## Absoluta gravimetrar

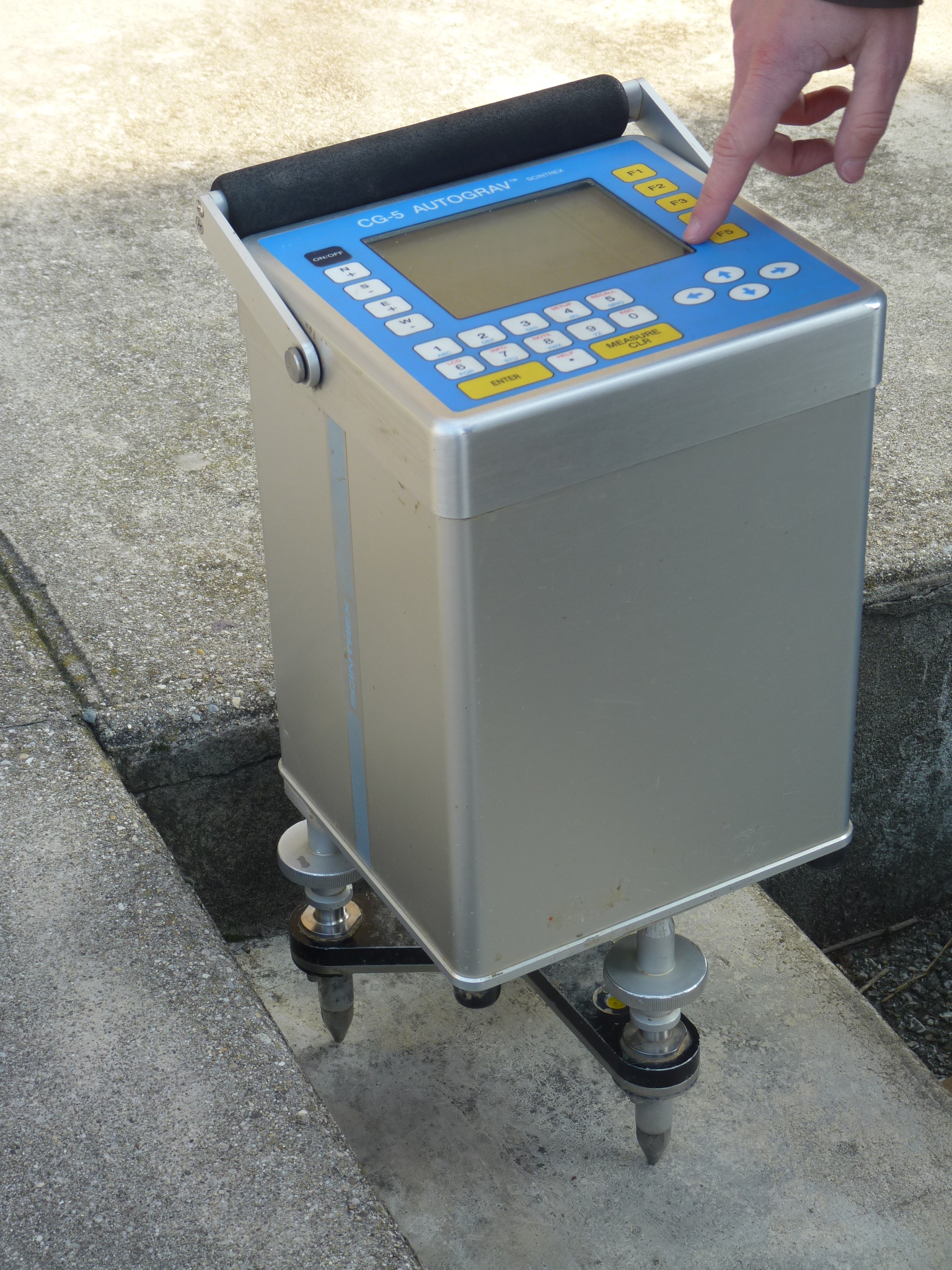
En Autograv CG-5 gravimeter

Absoluta gravimetrar, som numera görs så kompakta att de också kan användas i fältarbete, mäter direkt en massas accelerationen under fritt fall i vakuum, då accelerometern är väl förankrad till marken.
Massan utgörs av en retroreflektor och avslutar en arm av en Michelson interferometer. Genom att beräkna och tidssätta interferensfransarna, kan massans acceleration mätas. En senare utvecklad metod är en "uppgång- och fallversion" som kastar massan uppåt och mäter sedan både upp- och nedåtgående rörelse.
Detta eliminerar visserligen vissa mätfel, men "rise and fall"-gravimetrar används inte i allmänt. Absoluta gravimetrar används vid kalibrering av relativa gravimetrar, för lantmäteriundersökningar av gravitationsanomalier (tomrum) och för att fastställa det vertikala geodetiska stomnätet.

## Relativa gravimetrar
De vanligaste relativa gravimetrarna är fjäder-baserade. De används i gravitationsundersökningar över stora områden för att fastställa geoidvärden över dessa områden. En fjäderbaserad relativ gravimeter är i princip en vikt på en fjäder, och genom att mäta det värde med vilken vikten sträcker fjädern, kan den lokala gravitationen mätas. Dock måste styrkan på fjädern kalibreras genom att placera instrumentet på en plats med en känd gravitationsacceleration.
Den mest exakta relativa gravimetertypen är supraledande gravimetrar, som med hjälp av flytande helium kyler ned en sfär av niob till ett supraledande tillstånd. Den nu diamagnetiskt supraledande sfären hålls svävande i ett extremt stabilt magnetfält; den ström som krävs för att generera magnetfältet, som håller niob-sfären svävande, är proportionell mot styrkan av jordens gravitationsfält. Den supraledande gravimetern uppnår känsligheter på en nanogal, alltså en tusendel av en miljarddel (10  -12 ) av jordens ytgravitation. I en demonstration av känsligheten på en supraledande gravimeter, beskrivs hur en gravimeter i Finland gradvis detekterade ökningen av ytans gravitation, samtidigt som snö rensades bort på laboratoriets tak.
Transportabla relativa gravimetrar finns också; de använder extremt stabila tröghetsplattformar för att kompensera för rörelse och vibration, en svår teknisk bedrift. De första transportabla relativa gravimetrarna var en tidigare hemlig militär teknik som utvecklats på 50 och 60-talet, som ett navigationshjälpmedel för atomubåtar. Därefter på 1980-talet blev dessa transportabla relativa gravimetrar "omvänt konstruerade" av den civila sektorn för användning på fartyg, sedan i luft och slutligen i satellitburna gravitationsundersökningar.